# I Got You (canção de Leona Lewis)
"I Got You" é uma canção pop da cantora britânica Leona Lewis, que foi lançada como seu segundo single de seu segundo álbum Echo. Escrito por Arnthor Birgisson, Max Martin e Savan Kotecha, e produzido por Arnthor, foi lançado nas rádios dia 8 de dezembro de 2009 na América
e mundialmente em Fevereiro de 2010. O single teve um desempenho fraco nas paradas musicais.
O Videoclipe começa com Lewis cantando em frente a um "coração de fogo", e várias pessoas sem os seus pares,quando chega no refrão,todos os casais terminam o namoro, e continuam assim até o segundo refrão,também aparecem cenas onde Leona canta em um apartamento,depois do bridge,os casais reatam o namoro, e vem uma sequência de imagens de vários casais,inclusive uma pequena homenagem aos homossexuais. O clipe termina com Leona a frente da chama novamente e sorrindo.
- A música foi apresentada pela primeira vez como single de Leona quando tocada ao vivo no programa The National Lottery Chama no Reino Unido no dia 2 de dezembro de 2009.[3]

## Faixas
- CD Europeu / Download single

1. "I Got You" (single mix) – 3:46
2. "Heartbeat" – 3:51

## Pessoal
"I Got You"
- Vocais ao fundo - Vicky Sandström
- Engenheiro - Damien Lewis
- Guitarra - Esbjörn Öhrwall
- Mixado - Phil Tan
- Produzido e gravado por - Arnthor Birgisson
- Escrita por - Arnthor Birgisson, Max Martin, Savan Kotecha
- Gravada em - Westlake Studios, L.A., The Vault, Stockholm. Mixed at Soapbox Studios, Atlanta

"Heartbeat"
- Strings - Janson & Janson, Czech National Symphony Orchestra
- Guitarra - Esbjörn Öhrwall
- Mixing - Manny Marroquin, Christian Plata, Erik Madrid
- Produtor - Arnthor Birgisson
- Gravação - Chris Kasych, Marcus Bergqvist (strings)
- Escrita por - Arnthor Birgisson, Ina Wroldsen, Leona Lewis
- Gravada em - Chalice Studios, L.A., The Vault, Stockholm. Strings recorded at: The Gallery Studio, Prague. Mixed at Larrabee Studios (Universal City, CA)

## Desempenho nas Paradas
| Parada (2010)                            | Melhor posição |
| ---------------------------------------- | -------------- |
| Áustria (Ö3 Austria Top 75)              | 30             |
| Dinamarca (IFPI Airplay)                 | 13             |
| European Hot 100 Singles                 | 43             |
| Alemanha (Media Control AG)              | 43             |
| Irlanda (IRMA)                           | 43             |
| Japão (Japan Hot 100)                    | 69             |
| Nova Zelândia (RIANZ)                    | 29             |
| Eslováquia (IFPI)                        | 27             |
| Suíça (Media Control AG)                 | 57             |
| UK Singles (The Official Charts Company) | 14             |
| UK R&B (The Official Charts Company)     | 3              |

## Histórico de Lançamento
| Região        | Data                    | Formato          | Gravadora                |
| ------------- | ----------------------- | ---------------- | ------------------------ |
| Áustria       | 19 de Fevereiro de 2010 | Download Digital | Sony Music Entertainment |
| Bélgica       | 19 de Fevereiro de 2010 | Download Digital | Sony Music Entertainment |
| França        | 19 de Fevereiro de 2010 | Download Digital | Sony Music Entertainment |
| Itália        | 19 de Fevereiro de 2010 | Download Digital | Sony Music Entertainment |
| Países Baixos | 19 de Fevereiro de 2010 | Download Digital | Sony Music Entertainment |
| Reino Unido   | 21 de Fevereiro de 2010 | Download Digital | Syco Music               |
| Reino Unido   | 22 de Fevereiro de 2010 | CD single        | Syco Music               |
| Espanha       | 23 de Fevereiro de 2010 | Download Digital | Sony Music Entertainment |
| Alemanha      | 9 de Abril de 2010      | CD single        | Sony Music Entertainment |